# Roselle Park
Roselle Park ist eine Stadt im Union County, New Jersey, USA. Das U.S. Census Bureau ermittelte bei der Volkszählung 2020 eine Einwohnerzahl von 13.967.
Roselle Park wurde im Jahr 1901 gegründet.

## Geographie
Die geographischen Koordinaten der Stadt sind 40°39'55" nördliche Breite und 74°16'7" westliche Länge.
Nach den Angaben des United States Census Bureaus hat die Stadt eine Gesamtfläche von 3,2 km2, wobei keine Wasserflächen miteinberechnet sind.

## Demographie
Nach der Volkszählung von 2000 gibt es 13.281 Menschen, 5.137 Haushalte und 3.416 Familien in der Stadt. Die Bevölkerungsdichte beträgt 4.203,1 Einwohner pro km2. 80,87 % der Bevölkerung sind Weiße, 2,42 % Afroamerikaner, 0,11 % amerikanische Ureinwohner, 9,14 % Asiaten, 0,02 % pazifische Insulaner, 4,89 % anderer Herkunft und 2,55 % Mischlinge. 16,34 % sind Latinos unterschiedlicher Abstammung.
Von den 5.137 Haushalten haben 30,1 % Kinder unter 18 Jahre. 50,8 % davon sind verheiratete, zusammenlebende Paare, 11,2 % sind alleinerziehende Mütter, 33,5 % sind keine Familien, 28,2 % bestehen aus Singlehaushalten und in 8,5 % Menschen sind älter als 65. Die Durchschnittshaushaltsgröße beträgt 2,58, die Durchschnittsfamiliengröße 3,22.
22,2 % der Bevölkerung sind unter 18 Jahre alt, 8,8 % zwischen 18 und 24, 33,5 % zwischen 25 und 44, 22,8 % zwischen 45 und 64, 12,6 % älter als 65. Das Durchschnittsalter beträgt 37 Jahre. Das Verhältnis Frauen zu Männer beträgt 100:95,0, für Menschen älter als 18 Jahre beträgt das Verhältnis 100:91,4.
Das jährliche Durchschnittseinkommen der Haushalte beträgt 53.717 USD, das Durchschnittseinkommen der Familien 63.403 USD. Männer haben ein Durchschnittseinkommen von 42.623 USD, Frauen 33.105 USD. Der Prokopfeinkommen der Stadt beträgt 24.101 USD. 4,3 % der Bevölkerung und 3,4 % der Familien leben unterhalb der Armutsgrenze, davon sind 6,3 % Kinder oder Jugendliche jünger als 18 Jahre und 1,6 % der Menschen sind älter als 65.